# Sông Vĩnh Định (Quảng Trị)
Sông Vĩnh Định là phân lưu trong mạng lưới châu thổ của sông Thạch Hãn. Sông Vĩnh Định chảy ở các huyện Hải Lăng và Triệu Phong tỉnh Quảng Trị, Việt Nam .
Tại vùng hạ nguồn thì sông Vĩnh Định nối sông Thạch Hãn với sông Ô Lâu .

## Dòng chảy
Theo dòng chảy sông Vĩnh Định có hai phần, tiếp vào đoạn phân lưu từ sông Thạch Hãn. Đoạn phân lưu này ở ranh giới xã Triệu Tài và Hải Quy, có tiếp nhận dòng sông Nhùng chảy đến.
Nhánh phía bắc chảy ở huyện Triệu Phong theo hướng đông bắc, tạo thành vòng cung và đổ trở lại vào sông Thạch Hãn, nơi hiện đã xây dựng đập Việt Yên để ngăn mặn 16°51′43″B 107°9′5″Đ / 16,86194°B 107,15139°Đ.
Nhánh phía nam chảy ở huyện Hải Lăng, chảy uốn lượn về đông nam và đổ vào sông Ô Lâu 16°41′58″B 107°21′5″Đ / 16,69944°B 107,35139°Đ.